# Озера Грузії

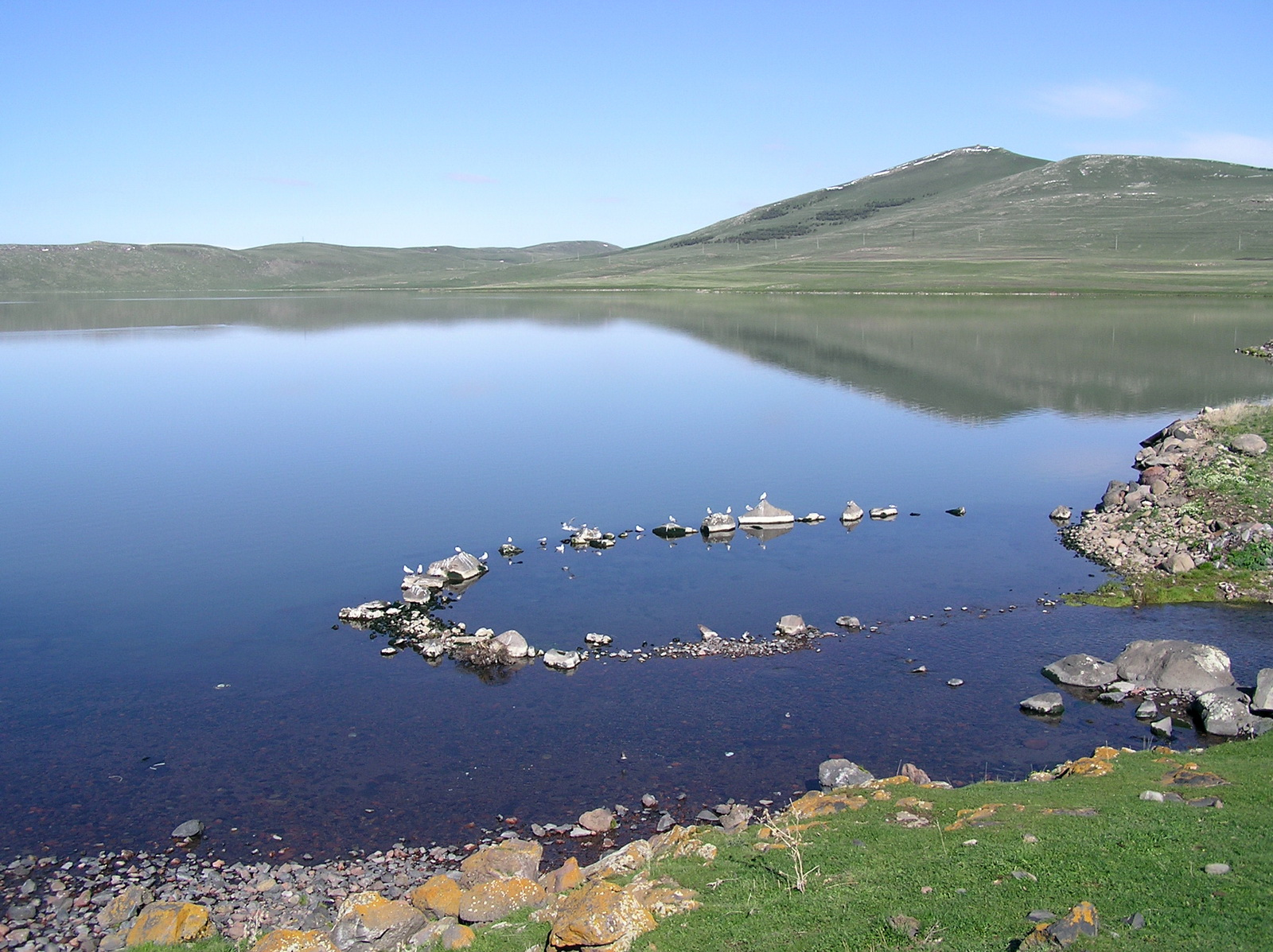
Озеро Сагхамо.

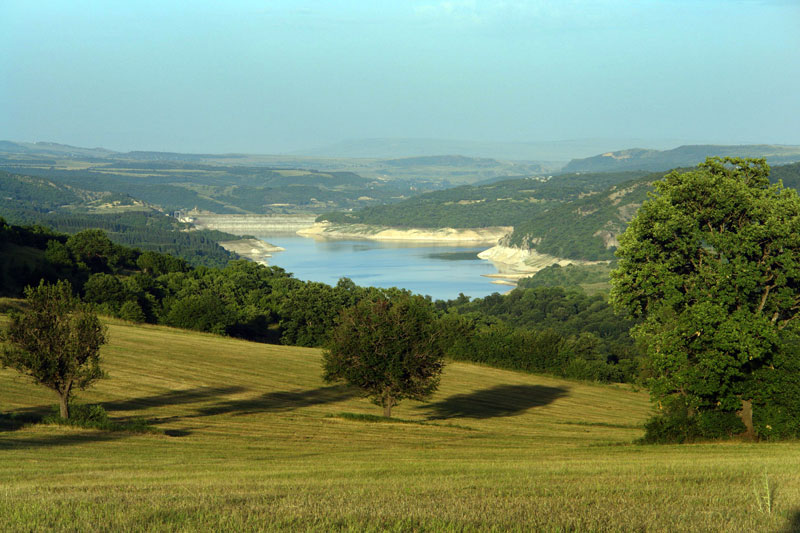
Алгетське водосховище в Картлі

На території Грузії знаходяться такі озера:
- Гурія
  - Джапана

- Самцхе-Джавахеті
  - Паравані
  - Табацкурі
  - Ханчалі
  - Мадатапа
  - Зересі
  - Сагамо
  - Хозапіні — озером проходить кордон з Туреччиною

- Самеґрело-Земо Сванеті
  - Джварське водосховище
  - Паліастомі

- Квемо-Картлі
  - Джандара — озером проходить кордон з Азербайджаном
  - Кумісі
  - Алгетське водосховище
  - Цалкінське водосховище
  - Баретіс тба
  - Група невеликих озер на південь від міста Цалка — Карагьоль, Тамбухгьоль, Кайнегьоль та інші.

- Мцхета-Мтіанеті
  - Сіонське водосховище
  - Жинвальське водосховище
  - Базалеті — високогірне озеро
  - Арчвебістба (трикутне озеро) — озеро на Кельському вулканічному плато

- Тбілісі
  - Тбіліське море
  - Лісі (озеро) — озеро, продане з аукціону в 2007 році
  - Глдані (озеро)
  - Черепаше озеро (Кус тба) — веде канатна дорога від Парку Ваке.

- Імеретія
  - Шаорське озеро
  - Ткібульське водосховище

- Абхазія
  - Амткел
  - Блакитне озеро
  - Інкіт
  - Рица